# Nico Laska
Nico Laska (* 16. Februar 1996 in Büdingen, bürgerlicher Name Nico Büchl) ist ein deutscher Popsänger aus Effolderbach bei Frankfurt am Main.

## Leben
Nico Laska besuchte die Gesamtschule Konradsdorf in Ortenberg (Hessen), schloss hier mit Mittlerer Reife ab und verließ die Schule nach der Jahrgangsstufe 12 des Gymnasialschulzweiges ein Jahr vor dem Abitur.
Seit 2014 veröffentlicht Laska unter dem Namen „Nico Laska“ eigene Musik auf YouTube und Facebook.
2015 gab er mehrere Konzerte in Deutschland und spielte in Großbritannien eine Tour in verschiedenen Pubs und Clubs. Ein Jahr später nahm Laska an der Castingshow The Voice of Germany/Staffel 6 teil. Er schaffte es in der Ausstrahlung Blind Audition Nr. 9 mit dem Song Spirits von The Strumbellas in das Team von Yvonne Catterfeld und damit in die nächste Runde.

## Diskografie

### Alben
- 2021: Ni / Co (Munich Warehouse)

### EPs
- 2018: Fine[3]
- 2020: Gone[4]

### Singles
- 2018: Light It Up
- 2019: Taste[5]
- 2019: High And Stable
- 2020: All We Had
- 2021: Lonely / Forever[6]
- 2021: Mama / Said
- 2021: Ro / Bot
- 2022: Add/Ict[7]
- 2023: Afraid Of / Happiness
- 2023: One night Talk
- 2025: NL